# Kościół św. Jerzego w Długopolu Dolnym
Kościół św. Jerzego w Długopolu Dolnym – zabytkowy kościół we wsi Długopole Dolne.
Kościół parafialny z lat 1793-1794, przebudowany w drugiej połowie XIX w.